# Michael Dean (Künstler)
Michael Dean (* 1977 in Newcastle-upon-Tyne, England) ist ein englischer Künstler und Bildhauer.

## Leben
Dean studierte an der Londoner Kunsthochschule Goldsmiths, University of London und schloss dort 2001 mit einem Bachelor of Fine Arts ab. Seine Werke waren bisher unter anderem in der South London Gallery und in Amsterdam im De Appel Centre for Contemporary Arts zu sehen.

## Preise und Auszeichnungen
2016 war er einer der vier Finalisten für den Turner Prize mit seiner Installation Shore in der Tate Britain in London.